# Amadeo Mandarino
Amadeo Guillermo Mandarino (* 22. Mai 1913 in Buenos Aires; † 12. Juni 1996) war ein argentinischer Tangosänger.

## Leben
Mandarino war der Bruder des Sängers Luis und des Bandoneonisten Humberto Mandarino. Er debütierte siebzehnjährig bei Radio Splendid. 1933 trat  er mit dem Orchester Vicente Russos auf, später wechselte er zu Eduardo Pereyra. 1936 wurde er Mitglied des Cuarteto Melodía (mit dem Sänger Manuel Cao und dem Pianisten Oscar Sabino), mit dem er zwei Jahre bei Radio Stentor und Radio Prieto auftrat. 1937 engagierte ihn Manuel Buzón für Auftritte im Hörfunk und bei den Karnevalsbällen 1938 im Club de los Bancarios.
Mit Osvaldo Pugliese debütierte Mandarino 1939 in der Confitería Nacional. Anfang 1940 wurde er neben Francisco Fiorentino Sänger im Orchester seines Freundes Aníbal Troilo. In dieser Besetzung entstand eine Aufnahme beim Label Victor: der Tango Pájaro ciego von Antonio Bonavena und Lito Bayardo. Darauf kehrte er zu Manuel Buzón zurück, der Verträge beim Label Odeon und für Auftritte in der Show Ronda de Ases von Juan José Piñeyro und Roberto Miraldi bei Radio El Mundo hatte. Mit Buzón nahm er mehrere Titel auf.
Im Orchester von Alberto Soifer, der später musikalischer Leiter bei Radio Belgrano war, wurde Mandarino der Nachfolger des Sängers Roberto Quiroga. In der Zeit der Karnevalsvälle 1945 debütierte Mandarino mit der Gruppe Emilio Balcarces im Salón Casablanca. Nachdem Balcarce seine Gruppe 1947 aufgelöst hatte, schloss er sich zunächst dem Orchester von Emilio Orlando, später dem von Cristóbal Herreros an. Ab 1951 trat er im Wechsel in Buenos Aires und Mar del Plata auf, bis er sich 1955 endgültig in Mar del Plata niederließ.
In den 1960er Jahren trat Mandarino auf Einladung seines Freundes Antonio Maida, der künstlerischer Leiter bei Radio del Pueblo war, in verschiedenen Programmen des Senders auf, gelegentlich vom Quartett Troilos begleitet. Seine letzten Auftritte in Buenos Aires hatte er im Fernsehprogramm Canal 11 und in Edmundo Riveros Show El Viejo Almacén. Beim Label Almalí nahm er zuletzt das Album A Pichuco y Fiorentino. Eternos en mi recuerdo auf, das 1991 erschien.

## Aufnahmen
- Pájaro ciego (von Antonio Bonavena und Lito Bayardo)
- Al verla pasar
- Mano Brava
- Qué has hecho de mi cariño
- Música de organito
- Jazmín Simón
- Fueye
- Miedo